# فيروفو
فيروفو (بالبلغارية: Ветрово)‏ قرية تقع إدارياً ضمن بلدية غابروفو ‏ في بلغاريا. ويبلغ عدد سكانها 2 نسمة حسب تعداد 15 مارس 2015. تعتمد فيروفو للبريد على الرمز البريدي 5300.